# 琪拉·荷斯多
琪拉·菲比·荷斯多（英語：Chelah Phoebe Horsdal，1973年6月19日—）是一位加拿大女演員和模特兒。她知名於在電視劇《地獄之輪》（2013–2016年）、《依隨你心》（2014年）和《高堡奇人》（2015–2019年）中飾演主要角色，《星際之門：SG-1》（2004–2006年）、《升級》（2012–2013年）、《綠箭俠》（2012–2014年）和《星際爭霸戰：發現號》（2021–2024年）中飾演常設角色，以及參演電影《異獸戰2》（2007年）和《猿人爭霸戰：猩凶革命》（2011年）。

## 早年生活
琪拉·菲比·荷斯多在1973年6月19日出生於加拿大不列颠哥伦比亚省溫哥華，是琳賽·惠倫（Lindsay Whalen）和民謠歌手瓦迪的女兒。在基斯蘭奴長大的她就讀於灣景小學（Bayview Elementary School）和羅賓中學。18歲時，她開始在當地拍攝的電視節目和廣告中擔任模特兒，然後到加勒比地区生活了一年。

## 職業生涯
2003年，荷斯多在Global太空歌劇電視劇《星艦復國記》中飾演米薩博·阿姆（Misabo Ahm），是她演藝生涯的首個電視客串角色。她客串出演過的電視劇還有《神鬼禁區》（2004年）、《犯罪心理》（2005年）、《邪恶力量》（2005，2011年）、《太空堡垒卡拉狄加》（2007年）、《靈異之城》（2009年）、《謀殺》（2012年）、《真實之虛》（2015年）和《当我们崛起时》（2017年）等。
2007年，她在科幻動作片《異獸戰2》中飾演達西·班森（Darcy Benson），是一名正在尋找丈夫和兒子的母親。2011年，她在另一部科幻動作片《猿人爭霸戰：猩凶革命》中飾演主角查爾斯·羅德曼（Charles Rodman）的護士伊雷娜（Irena）。她出演過的電影還有《禁慾》（2008年）、《靈異航班》（2008年）、《如果我留下》（2014年）、《森林灰燼》（2019年）和《青春愛爆炸》（2020年）等。
2012–2014年，荷斯多在The CW超级英雄電視劇《綠箭俠》中飾演常設角色凱特·斯賓塞。2013年，她加入AMC西部時代劇《地獄之輪》的常設演員陣容飾演瑪姬·帕瑪（Maggie Palmer），並在最終季被晉升為主要演員；她憑藉該劇在2015年獲得利奧獎戲劇類影集最佳女配角提名。
2014年，她在Hallmark頻道西部劇情電視劇《依隨你心》中飾演主要角色凱特·蒙哥馬利（Cat Montgomery），是一名最近喪偶且需要撫養三個孩子的母親。2015–2019年，她在Amazon Prime Video架空歷史劇《高堡奇人》中飾演主要角色約翰·史密斯（John Smith）的妻子海倫·史密斯（Helen Smith），第1季是常設演員的她在第2季起擔任主要演員；她憑藉出色的演出在2017年和2020年各贏得一項利奧獎。
2021–2023年，荷斯多在Netflix浪漫劇情電視劇《最好的妳》中飾演主要角色凱特·穆拉基（Kate Mularkey）古板且規矩的母親瑪姬（Margie）。2021–2024年，她在Paramount+科幻劇情電視劇《星際爭霸戰：發現號》中飾演常設角色星際聯邦總統萊拉·瑞拉克（Federation President Laira Rillak）。

## 作品列表

### 電影
| 年份 | 標題                     | 角色                        | 附註       |
| ---- | ------------------------ | --------------------------- | ---------- |
| 2003 | 《記憶裂痕》             | 年輕母親                    |            |
| 2004 | 《康妮和卡拉》           | 打過肉毒毒素的朋友          |            |
| 2004 | 《米蘭達的真相》         | 珍（）                      |            |
| 2004 | 《魔鬼獵頭公司》         | 莎朗（Sharon）                    |            |
| 2005 | 《驅魔》                 | 助理地方檢察官＃3           |            |
| 2005 | 《暗房》                 | 愛麗絲（Alice）                  | 短片       |
| 2005 | 《尋覓恐懼》             | 妓女                        |            |
| 2006 | 《頑皮豹》               | 警衛                        |            |
| 2006 | 《X戰警：最後戰役》      | 開迷你廂型車的母親          |            |
| 2006 | 《透明人2》              | 盲秘書                      |            |
| 2007 |                          | 喬安娜（Joanna）                  | 短片       |
| 2007 | 《異獸戰2》              | 達西·班森（Darcy Benson）               |            |
| 2008 | 《禁慾》                 | 蘇珊·瑞斯（Susan Reese）               |            |
| 2008 | 《罪惡》                 | 電梯裡的女人                |            |
| 2008 | 《靈異航班》             | 珍妮絲（Janice）                  | 以記名     |
| 2009 | 《正午的惡魔》           | 卡拉（Kara）                    |            |
| 2009 | 《外星人入侵》           | 貝茜的母親（Betsy's Mother）              |            |
| 2009 | 《中毒》                 | 米蘭達（Miranda）                  |            |
| 2009 | 雪莉兒·薇斯朋（Cheryll Witherspoon）        |                             |            |
| 2010 | 《折磨》                 | 莉安·斯特拉德地方檢察官（D.A. Liane Strader） |            |
| 2010 | 《高空驚魂》             | 泰勒太太（Mrs. Taylor）                |            |
| 2010 | 《人質》                 | 情人                        | 短片       |
| 2010 | 《生日》                 | 派翠西亞（Patricia）                | 短片       |
| 2011 | 《馬利與我2》            | 卡蘿·格羅根（Carol Grogan）             | 非戲院首映 |
| 2011 | 《猿人爭霸戰：猩凶革命》 | 伊雷娜（Irena）                  |            |
| 2011 |                          | 伴娘                        | 短片       |
| 2011 | 《唐納文的迴聲》         | 醫生                        |            |
| 2011 | 《屍營旅舍》             | 女示範員                    |            |
| 2011 | 亞曼達（Amanda）               |                             |            |
| 2013 | 《為我殺人》             | 瑪麗亞·克萊恩（Maria Klein）           | 非戲院首映 |
| 2013 | 《漆黑雄風》             | 麗塔·謝普（Rita Shepard）               |            |
| 2013 | 《狩獵季節》             | 南希（Nancy）                    |            |
| 2013 | 《一竅不通》             | 愛麗絲（Alice）                  |            |
| 2014 | 《如果我留下》           | 莉迪（Liddy）                    |            |
| 2014 | 《最後一夜》             | 妻子                        | 短片       |
| 2015 | 《派特森的賭注》         | 奧黛麗（Audrey）                  |            |
| 2015 | 《姐姐妹妹殺過來》       | 艾比（Abby）                    |            |
| 2015 | 《戈德的怪物兄弟》       | 亞曼達（Amanda）                  | 短片       |
| 2015 | 《德拉的角色》           | 艾瑪（Emma）                    | 短片       |
| 2016 | 《糖果世界》             | 泰絲／王后（Tess / The Queen）              |            |
| 2016 |                          | 未知角色                    | 短片       |
| 2017 | 《自殺實境秀》           | 艾略特的媽媽（Elliott's Mom）            |            |
| 2018 | 《愛是狗愛是貓》         | 治療師                      |            |
| 2019 |                          | 維羅娜·厄普（Wylona Earp）             | 短片       |
| 2019 | 《森林灰燼》             | 蓋兒·赫斯特（Gail Hurst）             |            |
| 2019 | 《聖誕家族》             | 莎莉·蘇斯曼醫生（Dr. Shelley Sussman）         |            |
| 2020 | 《青春愛爆炸》           | 德妮絲·荷夫梅爾（Denise Hovemeyer）         |            |
| 2023 | 《舞會契約》             | 蘭辛太太（Mrs. Lansing）                |            |

### 電視
| 年份      | 標題                       | 角色                        | 電視台                                             | 附註                                                             |
| --------- | -------------------------- | --------------------------- | -------------------------------------------------- | ---------------------------------------------------------------- |
| 1992      | 《帽子小隊》               | 年輕女子                    | CBS                                                | 單集：“Ten”                                                      |
| 1993      | 《帽子小隊》               | 應召女郎                    | CBS                                                | 單集：“Lifestyles of the Rich and Infamous”；未記名              |
| 2000      | Mysterious Ways            | 護理人員＃2                 | NBC                                                | 單集：“Amazing Grace”                                            |
| 2002      | Mysterious Ways            | 記者＃2                     | PAX                                                | 單集：“Listen”                                                   |
| 2003      | 《星艦復國記》             | 米薩博·阿姆（Misabo Ahm）             | - Global（加拿大） - 首播聯賣（美國）              | 單集：“Pieces of Eight”                                          |
| 2003      | 《神秘召喚》               | 招生官                      | FOX                                                | 單集：“Haunted”                                                  |
| 2003      | 《溫哥華警探》             | 員警＃3                     | CBC                                                | 單集：“Thanks for the Toaster Oven”                              |
| 2004      | 《溫哥華警探》             | 員警＃1                     | CBC                                                | 單集：“Okay It's Official”                                       |
| 2004      | 《五日驚魂》               | 史蒂芬妮（Stefani）                | Sci-Fi                                             | 迷你劇；單集：“Day 5”                                            |
| 2004      | 《神鬼禁區》               | 珍娜·米勒（Janet Miller）               | USA電視台                                          | 單集：“Collision”                                                |
| 2004      | The Life                   | 女警＃2                     | CTV                                                | 電視電影                                                         |
| 2004      | Cold Squad                 | 沃克醫生（Dr. Walker）                | CTV                                                | 單集：“Voices Over Water”                                        |
| 2004      | Human Cargo                | 女皇家騎警＃1               | CBC                                                | 迷你劇；3集                                                      |
| 2004–2006 | 《星際之門：SG-1》         | 凱薩琳·沃馬克中尉（Lt. Catherine Womack）       | Sci-Fi                                             | 常設角色；5集                                                    |
| 2005      | renegadepress.com          | 安妮·特羅佩克太太（Mrs. Annie Tropek）       | APTN                                               | 單集：“The Power of Love”                                        |
| 2005      |                            | 帕克的母親（Parker Mother）              | 國際廣播聯賣                                       | 電視電影                                                         |
| 2005      | 《4400》                   | 珍娜（Jeanine）                    | - USA電視台（美國） - Sky One（英國）              | 單集：“Wake-Up Call”                                             |
| 2005      | 《犯罪心理》               | 海瑟·伍德蘭（Heather Woodland）             | CBS                                                | 單集：“Extreme Aggressor”                                        |
| 2005      | 《重逢》                   | 珍·凱爾西（Jane Kelsey）               | FOX                                                | 單集：“1988”                                                     |
| 2005      | 《邪恶力量》               | 圖書管理員                  | The WB                                             | 單集：“Hook Man”                                                 |
| 2005      | 《恐怖大師》               | 法蘭西絲·艾爾伍德（Frances Elwood）       | Showtime                                           | 單集：“Dreams in the Witch-House”                                |
| 2005      | 《超人前传》               | 麥肯醫生（Dr. McCann）                | The WB                                             | 單集：“Lexmas”                                                   |
| 2006      | 《拉字至上》               | 靈媒                        | Showtime                                           | 2集                                                              |
| 2006      | Godiva's                   | 天氣女主播                  | Bravo!／Citytv                                     | 單集：“Dead Flowers”                                             |
| 2006      | 《罪證》                   | 艾菲·貝克曼（Ivy Beckman）             | ABC                                                | 單集：“Five Little Indians”                                      |
| 2006      | 《天使戰記》               | 洛莉·科貝特（Lori Corbett）             | ABC Family                                         | 電視電影                                                         |
| 2006      | 《惠斯勒》                 | 珍娜（Janet）                    | - CTV（加拿大） - The N（美國）                    | 3集                                                              |
| 2006      | 《緊急救援》               | 蓋兒·艾斯特布魯克（Gail Esterbrook）       | TNT                                                | 2集                                                              |
| 2006      | 《情歸何處》               | 紅髮女人                    | ABC                                                | 單集：“For What It's Worth”                                      |
| 2006      | 《三顆月亮下的小鎮》       | 媽媽                        | ABC Family                                         | 單集：“Goodnight Moon”                                           |
| 2007      | 《灵异妙探》               | 貝絲（Beth）                    | USA電視台                                          | 單集：“Game, Set... Muuurder?”                                   |
| 2007      |                            | 辛西亞·路易斯（Cynthia Lewis）           | 國際廣播聯賣                                       | 電視電影                                                         |
| 2007      | 《太空堡垒卡拉狄加》       | 迪迪·卡西迪（Didi Cassidy）             | Sci-Fi                                             | 2集                                                              |
| 2007      | 《惡夢》                   | 莫莉的母親（Molly's Mother）              | LMN                                                | 電視電影                                                         |
| 2007      | 《寬恕之路》               | 辛迪（Cindy）                    | CBS                                                | 電視電影                                                         |
| 2007      | 《完美陰謀》               | 珍（）                      | Lifetime                                           | 電視電影                                                         |
| 2007      | 《生化女戰士》             | 想自殺的女人                | NBC                                                | 單集：“Paradise Lost”                                            |
| 2007      | 《俄亥俄州亞克朗的聖母》   | 茱麗葉（Juliet）                  | Lifetime                                           | 電視電影（首播集）                                               |
| 2007–2011 | 《女同性戀生存指南》       | 洛琳·布魯克斯（Lauren Brooks）           | - Logo（美國） - Showcase（加拿大）                | 常設角色；3集                                                    |
| 2008      | 《拉字至上》               | 莎莉（Sally）                    | Showtime                                           | 常設角色；3集                                                    |
| 2008      | 《時髦房客》               | 仙妮亞（Shania）                  | CTV                                                | 單集：“Cherchez la Femme”                                        |
| 2008      | 《爭分奪秒》               | 奧爾科特太太（Mrs. Alcott）            | - Hallmark頻道（美國） - Showcase（加拿大）        | 電視電影                                                         |
| 2008      | 《體育老師》               | 溫妮·布利克（Winnie Bleeker）             | 尼克                                               | 電視電影                                                         |
| 2008      | 《星際之門：亞特蘭蒂斯》   | 艾倫（Erran）                    | Sci-Fi                                             | 單集：“Tracker”                                                  |
| 2008      | 《情挑四十》               | 安（）                      | Lifetime                                           | 電視電影                                                         |
| 2008      | 《形影不離》               | 莎拉（Sara）                    | FOX                                                | 電視電影                                                         |
| 2008      | 《過去的謊言》             | 丹妮兒（Danielle）                  | Lifetime                                           | 電視電影                                                         |
| 2009      | 《來我的婚禮上跳舞吧》     | 南希·瑞德（Nancy Reed）               | Hallmark頻道                                       | 電視電影                                                         |
| 2009      | 《海岸巡防隊》             | 凱西（Kathy）                    | Global                                             | 單集：“Out of the Woods”                                         |
| 2009      | 《靈異之城》               | 瑪麗-貝絲·寇蒂斯（Mary-Beth Curtis）        | Syfy                                               | 單集：“Insane in the P-Brane”                                    |
| 2009      | 《挑战引力》               | 蒂娜·溫克勒醫生（Dr. Tina Winkler）         | - ABC（美國） - CTV（加拿大）                      | 單集：“Bacon”                                                    |
| 2009      | 《星際之門：宇宙》         | 因曼（Inman）                    | Syfy                                               | 迷你劇；單集：“Variety”                                          |
| 2009      | 《奇跡太太》               | 凱特·普雷斯頓（Kate Preston）           | Hallmark頻道                                       | 電視電影                                                         |
| 2010      | 《完美的謊言》             | 南希（Nancy）                    | Lifetime                                           | 電視電影                                                         |
| 2010      | 《客戶名單》               | 多琳（Doreen）                    | Lifetime                                           | 電視電影                                                         |
| 2010      | 《聖誕節罷工》             | 莎朗（Sharon）                    | Lifetime                                           | 電視電影                                                         |
| 2010      | 《緣來一家人》             | 檢察官                      | The CW                                             | 單集：“Stand Taken”                                              |
| 2010      |                            | 凡妮莎（Vanessa）                  | The CW                                             | 電視電影                                                         |
| 2011      | 《律海佳人》               | 布魯克·凱勒（Brooke Keller）             | USA電視台                                          | 單集：“Priceless”                                                |
| 2011      | 《鋼鐵入侵者》             | 珍妮警員（Deputy Jenny）                | Syfy                                               | 電視電影                                                         |
| 2011      | 《小鬼大獵殺》             | 克里斯的媽媽（Chris' Mom）            | The Hub                                            | 單集：“Afraid of Clowns”                                         |
| 2011      | 《天才棋探》               | 奧莉薇亞·戴維斯（Olivia Davis）         | Showcase                                           | 單集：“Fearful Symmetry”                                         |
| 2011      | 《三個星期，三個小孩》     | 曼蒂·諾頓（Mandy Norton）               | Hallmark頻道                                       | 電視電影                                                         |
| 2011      | 《線索》                   | 克羅格女校長（Headmistress Kroger）            | The Hub                                            | 迷你劇；常設角色；2集                                            |
| 2011      | 《身份》                   | 麗莎·寇蒂斯（Lisa Curtis）             | ABC                                                | 電視電影                                                         |
| 2011      | 《許願井》                 | 卡拉·透納（Kara Turner）               | CBC                                                | 電視電影                                                         |
| 2011      | 《邪恶力量》               | 巴比的母親（Bobby's Mother）              | The CW                                             | 單集：“Death's Door”                                             |
| 2011–2013 | 《黑石》                   | 安吉·戈德（Angie Gold）               | APTN／Showcase                                     | 常設角色；4集                                                    |
| 2012      | 《謀殺》                   | 凱莉·霍普金斯（Kellie Hopkins）           | AMC                                                | 單集：“Openings”                                                 |
| 2012      | 《医缘》                   | 瑪麗安·克拉姆登（Marian Kramden）         | The CW                                             | 單集：“Pilot”                                                    |
| 2012      | It's Christmas, Carol!     | 坦妮亞（Tanya）                  | Hallmark頻道                                       | 電視電影                                                         |
| 2012      | 《天选》                   | 瑪達·辛格（Magda Singer）               | The CW                                             | 電視電影（未售首播集）                                           |
| 2012–2013 | 《升級》                   | 芭芭拉（Barbara）                  | CN                                                 | 常設角色；11集                                                   |
| 2012–2014 | 《綠箭俠》                 | 凱特·斯賓塞（）             | The CW                                             | 常設角色；5集                                                    |
| 2013      | 《北極航線》               | 塔拉（Tara）                    | CBC                                                | 單集：“Dangerous Cargo”                                          |
| 2013      | 《作案动机》               | 迪安娜·米契爾（Deana Mitchell）           | CTV                                                | 單集：“Against All Odds”                                         |
| 2013      | 《打包交易》               | 梅根（Megan）                    | City                                               | 單集：“Kangaroo Court”                                           |
| 2013      | 《麗塔》                   | 愛莉西亞（Alicia）                | Bravo                                              | 電視電影                                                         |
| 2013      | 《我是維克多》             | 薩曼莎（Samantha）                  | NBC                                                | 電視電影                                                         |
| 2013–2016 | 《地獄之輪》               | 瑪姬·帕瑪（Maggie Palmer）               | AMC                                                | 主要角色；14集                                                   |
| 2014      | 《警徽與背叛》             | 安（）                      | Lifetime                                           | 電視電影                                                         |
| 2014      | 《殘酷的夢》               | 莉薇·瓦斯奎茲警監（Captain Livi Vasquez）       | Lifetime                                           | 電視電影                                                         |
| 2014      | 《依隨你心》               | 凱特·蒙哥馬利（Cat Montgomery）           | Hallmark頻道                                       | 主要角色；10集                                                   |
| 2014      | 《線索：推理冒險電影》     | 克羅格女校長（Headmistress Kroger）            | 不適用                                             | 電視電影                                                         |
| 2014      | 《雪松灣》                 | 卡門醫生（Dr. Carmen）                | Hallmark頻道                                       | 2集                                                              |
| 2015      | 《魂歸故里》               | 克莉絲（Kris）                  | A&E                                                | 常設角色；5集                                                    |
| 2015      | 《靈動證據》               | 柯琳·西佛斯（Colleen Seavers）             | TNT                                                | 單集：“Pilot”                                                    |
| 2015      | 《真實之虛》               | 露易絲（Louise）                  | Lifetime                                           | 2集                                                              |
| 2015      | 《陨落星辰》               | 愛莉西亞（Alicia）                | TNT                                                | 單集：“Respite”                                                  |
| 2015–2019 | 《高堡奇人》               | 海倫·史密斯（Helen Smith）             | Amazon Prime Video                                 | 主要角色；36集                                                   |
| 2016      | 《失婚自助大全》           | 瑪麗安·加拉格爾（Marianne Gallagher）         | Bravo                                              | 單集：“Rule #118: Let Her Eat Cake”                              |
| 2016      | 《漂亮的毒癮者》           | 唐娜·菲利普斯（Donna Phillips）           | Lifetime                                           | 電視電影                                                         |
| 2016      | 《愛得及時》               | 札維耶的母親（Xavier's Mother）            | The CW                                             | 單集：“No Crying in Baseball”                                    |
| 2016–2017 | 《真愛你我她》             | 洛莉·馬瑟菲爾德（Lori Matherfield）         | Audience                                           | 常設角色；15集                                                   |
| 2017      | 《当我们崛起时》           | 艾蜜莉（Emily）                  | ABC                                                | 迷你劇；2集                                                      |
| 2017      | 《臥底情劫》               | 凱薩琳·法瑞斯（Kathryn Farese）           | - Audience（美國） - TMN／MC（加拿大）             | 單集：“Pool Boy”                                                 |
| 2018      | 《良醫墨非》               | 泰莎（Tessa）                    | ABC                                                | 單集：“Seven Reasons”                                            |
| 2018      | 《布萊切利四人組：舊金山》 | 黛博拉·米契爾（Deborah Mitchell）           | - ITV（英國） - BritBox（美國） - Citytv（加拿大） | 2集                                                              |
| 2019      | 《地球百子》               | 西門·萊特本醫生（Dr. Simone Lightbourne）         | The CW                                             | 單集：“Red Sun Rising”                                           |
| 2021–2023 | 《最好的妳》               | 瑪姬（Margie）                    | Netflix                                            | 常設角色；17集                                                   |
| 2021–2024 | 《星際爭霸戰：發現號》     | 星際聯邦總統萊拉·瑞拉克（Federation President Laira Rillak） | Paramount+                                         | 常設角色；12集                                                   |
| 2022      | 《星際爭霸戰日誌》         | 萊拉·瑞拉克（Laira Rillak）             | 不適用                                             | 在Instagram上分享；配音；單集：“Laira Rillak Personal Audio Log” |

## 獲獎和提名
| 年份 | 獎項                            | 類別                                | 提名作品         | 結果 | 附註                             | 來源   |
| ---- | ------------------------------- | ----------------------------------- | ---------------- | ---- | -------------------------------- | ------ |
| 2006 | 利奧獎                          | 劇情類短片最佳女主角      | 《暗房》         | 提名 |                                  | [ 16 ] |
| 2011 | 利奧獎                          | 劇情類短片最佳女主角      | 《人質》         | 提名 |                                  | [ 17 ] |
| 2013 | 利奧獎                          | 劇情類影集最佳女客串演員  | 《北極航線》     | 提名 | 憑藉劇集“Dangerous Cargo”        | [ 18 ] |
| 2013 | 溫哥華UBCP/ACTRA獎    | 最佳女主角                | 《許願井》       | 提名 |                                  | [ 19 ] |
| 2015 | 溫哥華UBCP/ACTRA獎    | 最佳女主角                | 《地獄之輪》     | 提名 |                                  | [ 20 ] |
| 2015 | 利奧獎                          | 劇情類影集最佳女配角      | 《地獄之輪》     | 提名 | 憑藉劇集“The Elusive Eden”       | [ 21 ] |
| 2015 | 利奧獎                          | 劇情類影集最佳女配角      | 《依隨你心》     | 提名 | 憑藉劇集“Secrets and Lies”       | [ 21 ] |
| 2015 | 利奧獎                          | 電影最佳女主角            | 《派特森的賭注》 | 提名 |                                  | [ 21 ] |
| 2016 | LAIFF五月獎           | 最佳女主角                | 《糖果世界》     | 獲獎 |                                  | [ 22 ] |
| 2017 | 溫哥華UBCP/ACTRA獎              | 最佳女主角                          | 《高堡奇人》     | 提名 | 憑藉劇集“Fallout”                | [ 23 ] |
| 2017 | 利奧獎                          | 劇情類影集最佳女配角                | 《高堡奇人》     | 獲獎 | 憑藉劇集“Fallout”                | [ 12 ] |
| 2019 | 利奧獎                          | 劇情類影集最佳女配角                | 《高堡奇人》     | 提名 | 憑藉劇集“The New Colossus”       | [ 24 ] |
| 2019 | 溫哥華影評人協會獎    | 加拿大影片最佳女配角                | 《森林灰燼》     | 提名 |                                  | [ 25 ] |
| 2020 | 墨爾本獨立影展短片獎  | 最佳女主角                |                  | 獲獎 |                                  | [ 26 ] |
| 2020 | 利奧獎                          | 電影最佳女主角                      | 《森林灰燼》     | 提名 |                                  | [ 13 ] |
| 2020 | 利奧獎                          | 劇情類影集最佳女主角      | 《高堡奇人》     | 獲獎 | 憑藉劇集“Fire From The Gods”     | [ 13 ] |
| 2021 | 利奧獎                          | 劇情類影集最佳女配角                | 《最好的妳》     | 提名 | 憑藉劇集“Love is a Battlefield”  | [ 27 ] |
| 2024 | 利奧獎                          | 劇情類影集最佳客串演員    | 《最好的妳》     | 提名 | 憑藉劇集“This Must Be The Place” | [ 28 ] |

## 外部連結
- 琪拉·荷斯多在互联网电影资料库（IMDb）上的資料（英文）